# Grant Furlong
Robert Grant Furlong (* 4. Januar 1886 in Roscoe, Washington County, Pennsylvania; † 19. März 1973 in Donora, Pennsylvania) war ein US-amerikanischer Politiker. Zwischen 1943 und 1945 vertrat er den Bundesstaat Pennsylvania im US-Repräsentantenhaus.

## Werdegang
Grant Furlong besuchte die öffentlichen Schulen seiner Heimat und danach bis 1904 das Pennsylvania State Teachers College in California. In den Jahren 1904 und 1905 unterrichtete er selbst als Lehrer. Nach einem anschließenden Medizinstudium am Jefferson Medical College in Philadelphia und seiner 1909 erfolgten Zulassung als Arzt begann er im Jahr 1910 in Donora in diesem Beruf zu arbeiten. Diesen übte er mit Unterbrechungen während seiner Kriegsteilnahme und als Kongressabgeordneter bis 1968 aus. Während des Ersten Weltkrieges war er Oberleutnant in einer Ambulanzeinheit der United States Army. Nach dem Krieg schlug er neben seiner Tätigkeit als Arzt als Mitglied der Demokratischen Partei auch eine politische Laufbahn ein. Zwischen 1922 und 1926 sowie nochmals in den Jahren 1941 und 1942 war er Ortsvorsteher von Donora. Dort fungierte er zwischen 1933 und 1938 auch als Posthalter.
Bei den Kongresswahlen des Jahres 1942 wurde Furlong im 25. Wahlbezirk von Pennsylvania in das US-Repräsentantenhaus in Washington, D.C. gewählt, wo er am 3. Januar 1943 die Nachfolge von Charles I. Faddis antrat. Da er im Jahr 1944 von seiner Partei nicht mehr zur Wiederwahl nominiert wurde, konnte er bis zum 3. Januar 1945 nur eine Legislaturperiode im Kongress absolvieren. Diese war von den Ereignissen des Zweiten Weltkrieges geprägt.
Nach dem Ende seiner Zeit im US-Repräsentantenhaus praktizierte Grant Furlong weiterhin als Arzt in Donora. Zwischen 1945 und 1965 war er auch Sheriff im Washington County. Er starb am 19. März 1973 in Donora.